# コーエーテクモゲームス
株式会社コーエーテクモゲームス（英: KOEI TECMO GAMES CO., LTD.）は、神奈川県横浜市西区に本社を置く、日本のゲームソフト販売・開発会社、出版社。コーエーテクモホールディングスの子会社。コンピュータエンターテインメント協会正会員。略称はKTゲームス。

## 概要
2009年4月1日にコーエーテクモホールディングスのもとで経営統合したコーエーとテクモが、2010年4月1日に合併して誕生した。合併に先立ち、ゲームソフト開発・コンテンツ運営を担当する子会社として（新）株式会社コーエー、（新）テクモ株式会社（株式会社テーカンとして設立し、KTゲームス発足時にテクモに商号変更）がそれぞれ新設されたが、「更に柔軟かつ機動的な開発体制へと変えていく必要がある」として、2011年4月1日に両社を吸収合併した。
パソコンおよび家庭用ゲーム機用のゲームソフト・オンラインゲーム・モバイルコンテンツの企画・開発を統括し、パブリッシャー機能、ゲームソフト開発における共通機能および関連書籍の出版事業を一社で行う。開発子会社を中華人民共和国（天津・北京）、シンガポール、ベトナムに置く。
2014年10月1日に子会社であるガストを吸収合併し、ガスト長野開発部を設立。
2020年3月、コーエーテクモホールディングスの現本社がある横浜市港北区箕輪町より、同市西区みなとみらいのKTビル内に本社を移転した（詳細は後節）。また2025年5月には、新本社の近くにある横浜シンフォステージイーストタワーの5〜9階を新オフィス（みなとみらい地区内2拠点目）として取得している。さらにコーエーテクモホールディングスの関連会社である光優が2027年7月、みなとみらい地区52街区にゲームアートミュージアムを開設する予定で、当社のゲームコンテンツも展示予定である。

## 本社
2016年10月、横浜市西区みなとみらい（みなとみらい地区47街区）に新たに建設する複合ビル（15階建て、事業者：三菱地所）内に本社を移転する計画が発表された（同ビルの1階〜8階を当社がオフィスとして使用し、9階〜15階には東急REIホテルが入居）。その後、同ビルの名称は「KTビル」となり、2020年1月に竣工、同年3月に本社の移転が実施された。また、低層部にはライブハウス型ホール「KT Zepp Yokohama」も併設、Zeppホールネットワークと業務提携を行い、当社のエンタテインメント事業でのノウハウを生かし共同展開していく方針である。
この本社移転については、経営統合から10年の節目であること、グループの中枢が日吉駅周辺の複数のビルに分散されていること、新しい事業へのチャレンジ等複数の要因が重なっている。特に中枢機能の集約については、将来的に親会社であるコーエーテクモホールディングスの移転も視野に入れているとされる。
旧本社ビル
横浜市港北区の旧本社ビル（コーエーテクモホールディングスの現本社、また合併前のコーエー本社でもあった）の中庭にはタイルで描かれた織田信長の顔、応接室は源平合戦をイメージしたデザインとするなど、歴史ゲームに関連した装飾が施されている。また廊下には絵画が飾られているが、これはホールディングス代表取締役会長の襟川恵子が美術大学出身であるためだという。旧本社ビルから線路を挟んだ向かいには永井一正の手による太陽のイラストが描かれた通称『ジェミニビル』が建てられている。日吉駅周辺にはこのほかに旧コーエーがかつて本社として使用していたビルが2棟あり、会社規模の拡大に伴い各ビルに分散させていた開発機能の集約が移転の大きな目的とされた。

## 沿革
- 2010年4月1日 - 株式会社コーエーを存続会社としてテクモ株式会社を吸収合併し、株式会社コーエーテクモゲームスに商号変更。開発機能を（新）株式会社コーエー、（新）テクモ株式会社にそれぞれ移管。
- 2011年4月1日 -（新）コーエー、（新）テクモを吸収合併し、分離していた開発機能を統合した。
- 2014年
  - 8月26日、戦国無双シリーズの一部の作品において、採用されているシステムが、カプコンのゲームソフトの特許権を侵害しているとして、カプコンがコーエーテクモゲームスに対し訴訟を提起[21]。
  - 10月1日 - 株式会社ガストを吸収合併しガスト長野開発部を設立。
- 2016年
  - 同年放送の大河ドラマ『真田丸』の劇中の背景や大名の勢力図などに使用するCG技術をコーエーテクモゲームスが提供・監修を行う[22][23][24][25][26]。
  - 4月1日 - ソフトウェア事業部、ネットワーク事業部、メディア事業部をエンタテインメント事業部として統合し、「シブサワ・コウ」「ω-Force」「Team NINJA」「ガスト」「ルビーパーティー」の5つのブランドグループを設立[27]。
- 2017年
  - 4月1日 - スマートフォン向けゲームブランド「midas」を設立[28]。
  - 12月14日、大阪地方裁判所は、戦国無双シリーズにおける特許権侵害訴訟において、カプコンの訴えを退ける判決を下した[29] （「コーエーテクモホールディングス#不祥事・問題」も参照）。
- 2018年3月30日、知的財産高等裁判所は、カプコンに対してコーエーテクモゲームスが起こした特許無効審判請求においてコーエーテクモゲームスの訴えを退ける判決を下した[30]（2020年12月に最高裁で確定、「コーエーテクモホールディングス#不祥事・問題」を参照）。
- 2020年3月 - 本社を横浜市西区みなとみらいのKTビル内に移転。
- 2025年5月27日 - みなとみらい地区内で2拠点目となる新オフィスとして、横浜シンフォステージイーストタワー（5〜9階）の区分所有権を取得[8][9][31][32]。

## 不祥事・問題
- PSP版『コーエーテクモ定番シリーズ 三國志VIII』のUMDに収録されている内容を誤って別製品（『三國志VII』）のまま販売してしまったことから、販売を一時停止し、製品の回収・交換が行われた[33]。
- 2018年2月 - 『真・三國無双8』のPC版（Steam）において、レジストリの値を変更することでサポートされていなかった日本語と中国語が選択できることが判明。これに対しコーエーは、アップデートで日本語と中国語を選択できないようにした。この対応に対しプレイヤー側からは、これまで使えていた音声と字幕データを不具合とみなして後から削除することに怒りが爆発し、Steamのレビューでは9割弱が「おすすめしない」という結果になり炎上した[34][35]。その後、4月に両言語を正式にサポートした[36]。

## 提供番組
- 進撃の巨人

## ブランドグループ
| ブランド名       | ブランド長 | ブランドの特徴、主なIP                                                                                  |
| ---------------- | ---------- | --- |
| シブサワ・コウ   | 伊藤幸紀   | 旧・コーエー時代からの歴史シミュレーションゲームが中心 三國志、信長の野望、ウイニングポスト、大航海時代 |
| ω-Force          | 庄智彦     | 旧・コーエー系の、主にアクションゲーム 無双（真・三國無双、戦国無双）、討鬼伝                           |
| Team NINJA       | 安田文彦   | 旧・テクモ系の、主にアクションゲーム NINJA GAIDEN、デッド オア アライブ、仁王                           |
| ガスト           | 細井順三   | 旧法人時代から主にRPGが中心 アトリエ、サージュ・コンチェルト、よるのないくに                            |
| ルビーパーティー | 襟川芽衣   | 主に女性向けゲーム ネオロマンス（アンジェリーク、遙かなる時空の中で、金色のコルダ）                     |
| midas            | 菊地啓介   | 主にスマートフォンゲームの開発、新規IPの創造                                                            |